# Center (Ljubljana)

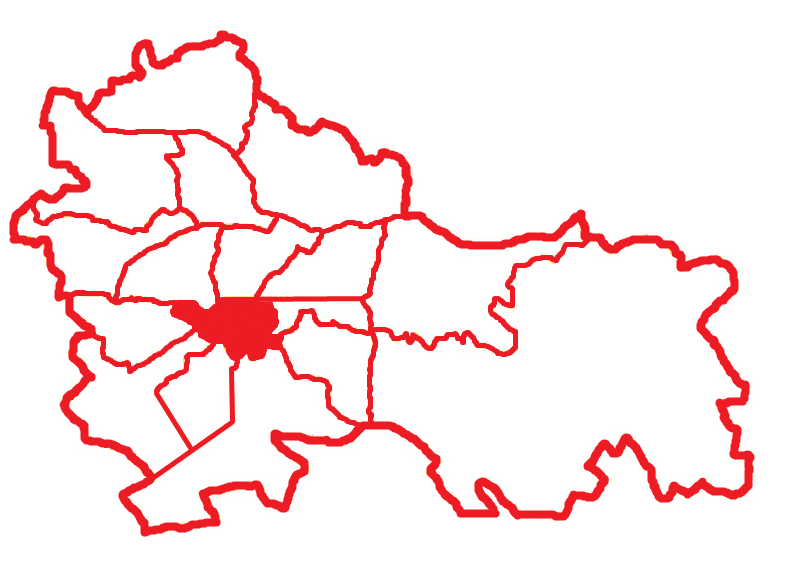
Indeling van de hoofdwijken van Ljubljana. Ljubljana Center is rood ingekleurd

Kaart van Ljubljana Center

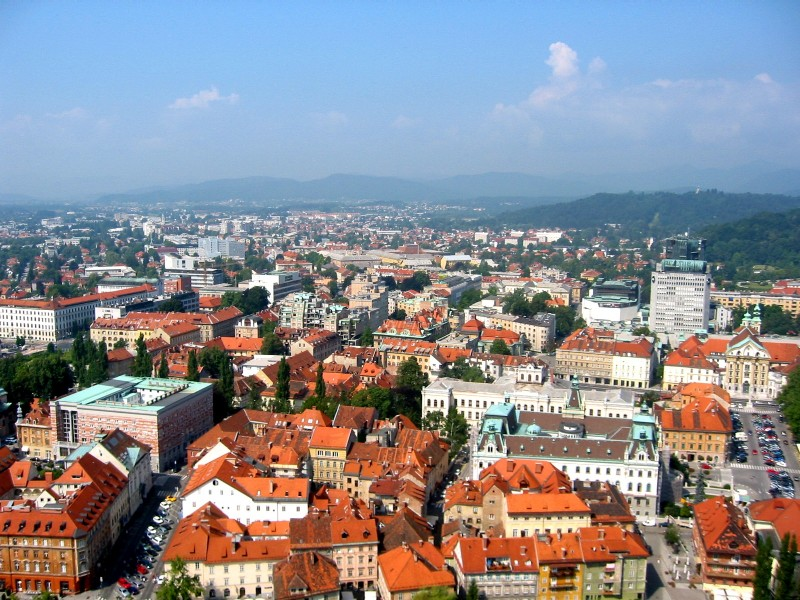
Uitzicht vanaf het kasteel Ljubljanski Grad op het oude centrum, ook gelegen in de wijk Ljubljana Center

Ljubljana Center is een centraal stadsdeel van Ljubljana, de hoofdstad van Slovenië. Het stadsdeel heeft een oppervlakte van ongeveer 10 vierkante kilometer. Het woord center is Sloveens voor centrum.

## Bezienswaardigheden
De meest opvallende straten die de wijk doorkruisen zijn:
- Slovenska Cesta (Sloveense Weg)
- Čopova Ulica (Čop straat, vernoemd naar Matija Čop)
- Cankarjeva cesta (Cankar straat, vernoemd naar Ivan Cankar)
- Wolfova Ulica (Wolfstraat)
- Trubarjeva Cesta (Trubarweg, vernoemd naar Primož Trubar)
- Miklošičeva Cesta (Miklošičweg, vernoemd naar Franc Miklošič)
- Kongresni Trg (Congresplein)
- Prešernov Trg (Prešerenplein, vernoemd naar France Prešeren).

Op en rond deze straten kunnen de meeste bezienswaardigheden teruggevonden worden.
In het oude centrum kunnen onder andere de volgende bezienswaardigheden worden teruggevonden:
- Prešerenplein
- Stolnica (Kathedraal)
  - Škofijski Dvorec (Bisschoppelijk Paleis)
  - Semenišče (Seminarie)
  - Vodnikov Trg (Vodnik Plein)
- Ljubljanski Grad (kasteel)
- Rotovž (stadhuis)
- Pleinen
  - Mestni Trg (Stadsplein)
  - Stari Trg (Oude Plein)
  - Gornji Trg (Hoge Plein)
  - Levstikov Trg (Levstik Plein)
  - Trg Francoske Revolucije (Plein van de Franse Revolutie)
  - Kongresni Trg (Congresplein)
    - Trg Osvoboditve (Plein van de Onafhankelijkheid, de officiële naam van 1945 tot 1990)

  - Trg Republike (Plein van de Republiek)
- Rimski Zid (Romeinse muur en monumenten uit de oudheid)
- Narodni Muzej (Nationaal Museum)
- Moderna Galerija (Museum der Moderne Kunsten)
- Narodna Galerija (Nationale Galerie)
- Opera
- Nebotičnik ("Wolkenkrabber")
- Slovenska Akademija Znanosti in Umetnosti (Sloveense Academie voor Kunst en Wetenschappen)
- Narodna in Univerzitetna Knižnica (Nationale en Universitaire bibliotheek)
- Uršulinska Cerkev (Ursulinenkerk van de Heilige Drie-eenheid)

Ook buiten het oude centrum kunnen bezienswaardigheden worden gevonden. Zo is er ook Rožnik, een heuvel met boven op de Cerkev Marijinega obiskanja (Onze Lieve Vrouw Visitatie kerk) en het Park Tivoli.